# 百合鷗 (鐵路公司)
株式會社百合鷗（日语： Yurikamome */?），簡稱百合鷗，是在日本東京都內經營鐵道與軌道事業（新交通系統）的第三部門企業。1988年創立時名為東京臨海新交通，1998年4月1日根據其唯一營運路線的暱稱「百合鷗」改為現名。2007年8月1日成為東京都為發展臨海副都心而設的公營事業機構東京臨海控股旗下子公司。

## 歷史
- 1988年（昭和63年）
  - 4月25日  - 東京臨海新交通株式會社設立。
  - 11月28日 - 取得新橋 - 有明的鐵道事業執照免許及軌道專利。
- 1995年（平成7年）11月1日 - 新橋（臨時站房） - 有明通車。
- 1998年（平成10年）
  - 4月1日 - 公司名稱改為株式會社百合鷗[1]。
  - 7月10日 - 取得有明 - 豐洲軌道專利。
- 2001年（平成13年）3月22日 - 新橋站開業。
- 2002年（平成14年）11月2日 - 汐留站開業。
- 2006年（平成18年）
  - 3月27日 - 有明 - 豐洲間延伸開業。
  - 4月14日 - 豐洲往新橋的車輛在船之科學館站附近故障，緊急停止。15日至16日因調查事故全日停駛，由都營巴士、水上巴士、臨海線進行疏運。17日以減少班次的方式重新營運。19日完成全部150輛車輛的點檢，全面恢復營運。
- 2007年（平成19年）
  - 3月18日 - 導入PASMO。與Suica通用。
  - 8月1日 - 成為東京臨海控股（日语：東京臨海ホールディングス）的子公司。東京都保留0.1%的股份。
- 2013年（平成25年）3月23日 - 交通系IC卡全國相互利用服務開始，百合鷗可使用TOICA、ICOCA等IC卡。

## 路線列表
| 記號 | 中文線名             | 日文線名 | 起點         | 終點         | 距離（公里） |
| ---- | -------------------- | -------- | ------------ | ------------ | ------------ |
| U    | 東京臨海新交通臨海線 |          | 新橋（U-01） | 豐洲（U-16） | 14.7         |

## 車輛
車輛移動採用橫向導引方式，車體為輕量不鏽鋼製，車輪為膠輪。車號19、20、29、30空缺。電力採用三相電600V。雖是設有ATO、ATC等控制裝置的無人運行系統，但在天候極度不佳時仍有機會配置司機。此外，雖7000系與7200系車輛擁有不同的控制方式，但外觀並無太大差異。不過7200系中，2005年製的車輛在套色上有些微不同。
- 7000系 - 6輛編組共10組（60輛）。閘流體驅動器。
- 7200系 - 6輛編組共8組（48輛）。VVVF變頻器控制。
- 7300系 - 替換7000系，6輛編組共18組（108輛）陸續導入[2][3]。2014年1月18日開始上線[3]。
- 7500系 - 6輛編組。

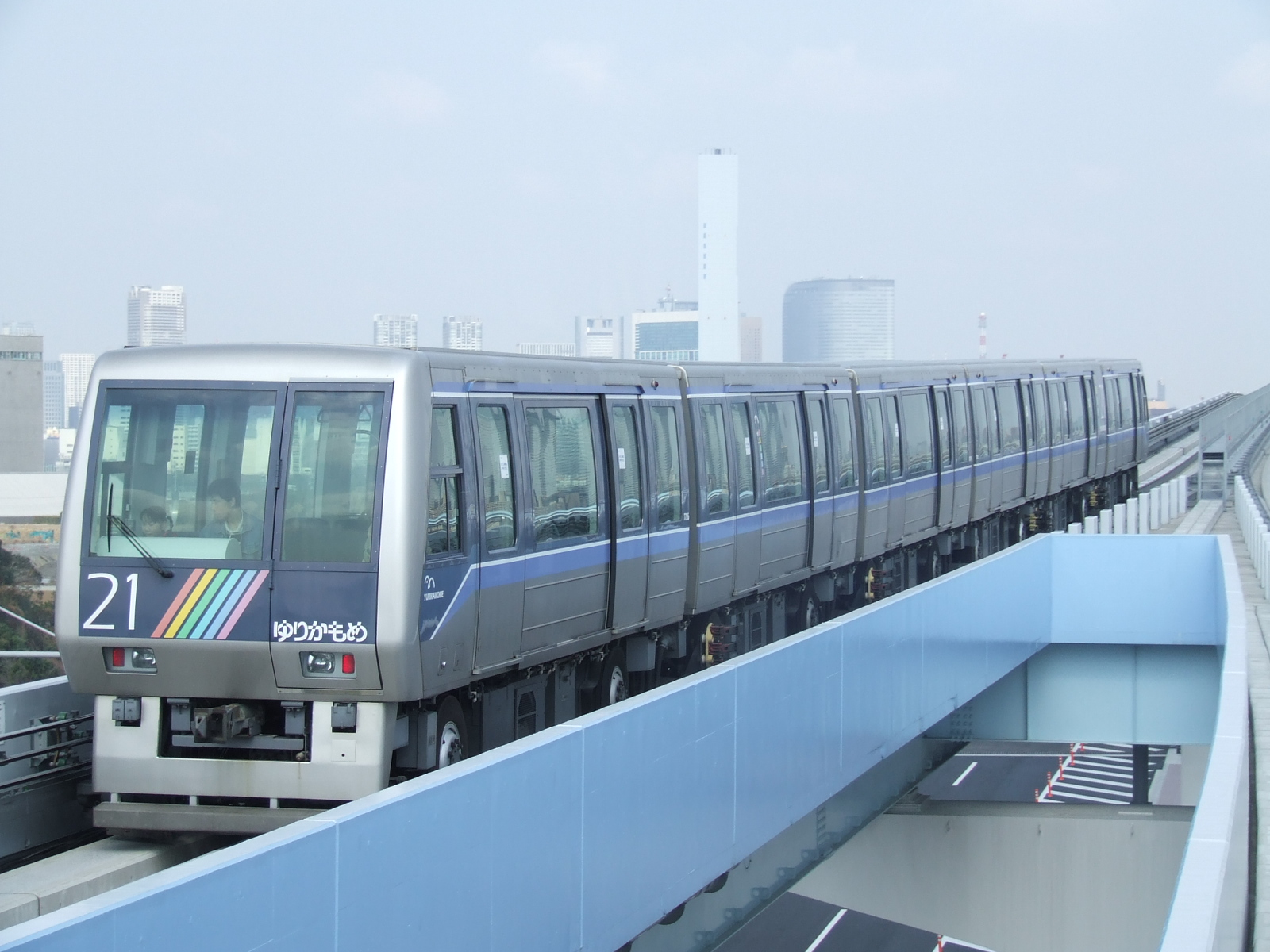
7000系4次車
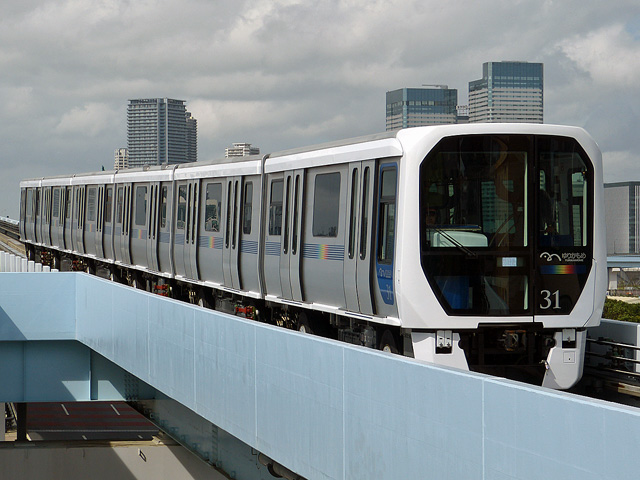
7300系
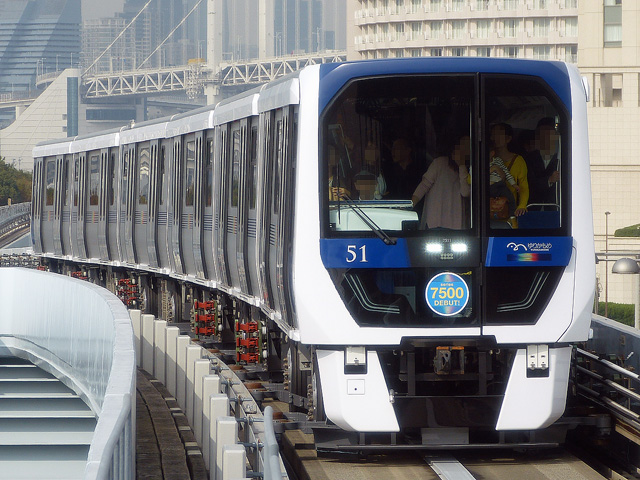
7500系

## 車資
以下為2014年4月1日修訂的成人普通旅客運費（兒童半價、IC卡1圓以下捨去，車票未滿10圓直接近位）。9公里以上購買車票較為便宜。
| 里程    | 車資（日圓） | 車資（日圓） |
| 里程    | IC卡         | 車票購買     |
| ------- | ------------ | ------------ |
| 前2公里 | 185          | 190          |
| 3 - 5   | 247          | 250          |
| 6 - 8   | 319          | 320          |
| 9 - 15  | 381          | 380          |

### 企劃乘車券
- 百合鷗全線可購買1日無限搭乘的「百合鷗一日乘車券」。大人820日圓，兒童410日圓。

## 吉祥物「百合鷗」
百合鷗是為了紀念株式會社百合鷗東京臨海新交通臨海線開業10周年，於2005年推出的吉祥物。
靈感來自於路線暱稱由来的東京都都鳥「百合鷗」，胸前有百合鷗的標誌。

## 備註
1. ↑   32 (7). 鐵道Journal社: 98–99. 1998-07.
2. ↑   (PDF). ゆりかもめ. 2013-03-15  [2015-11-27]. （原始内容 (PDF)存档于2013-03-19）.
3. 1 2  ゆりかもめ、新型車両7300系の営業運転開始…両開きドアとロングシート採用 （页面存档备份，存于） - レスポンス、2014年1月19日
4. ↑  消費税率引き上げに伴う運賃改定についてのお知らせPDF - ゆりかもめ

## 外部連結
- 百合鷗號官方網站 （页面存档备份，存于） （中文）
- 東京臨海控股 （页面存档备份，存于）